# Wilhelm Sander (Mediziner, 1838)

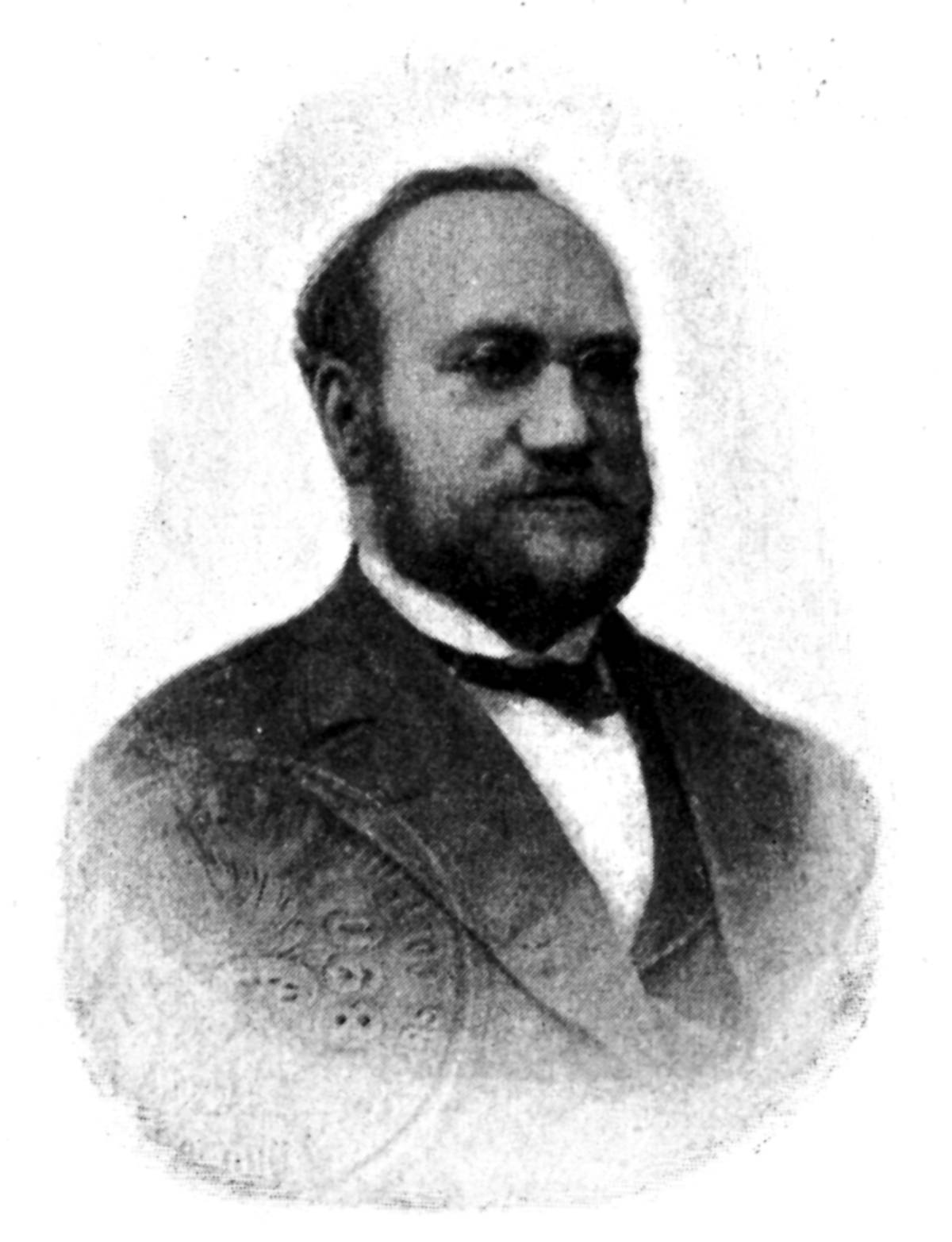
Wilhelm Sander (1838–1922)

Wilhelm Sander (* 24. Juni 1838 in Haynau, Landkreis Goldberg-Haynau, Provinz Schlesien; † 1. Januar 1922 in Berlin) war ein deutscher Psychiater und von 1887 bis 1914 Direktor der Berliner Irrenanstalt Dalldorf. Nach ihm ist das 1987 eröffnete Wilhelm-Sander-Haus der I. Abteilung der Forensischen Psychiatrie der Karl-Bonhoeffer-Klinik in Reinickendorf benannt.

## Leben
Sander, der jüdischer Herkunft war, studierte Medizin an den Universitäten Breslau und Berlin. Schon bald nach der Promotion 1860 und der Approbation 1861 wandte er sich der Psychiatrie zu. Er volontierte zur gleichen Zeit wie Carl Pelman an der Irrenheilanstalt Siegburg unter der Direktion von Friedrich Hoffmann. Von 1862 bis 1870 war Sander Assistenzarzt an der Berliner Charité, wo er stark von Wilhelm Griesinger beeinflusst wurde. 1869 habilitierte er sich für Psychiatrie und gerichtliche Medizin und wurde Leiter der Pockenstation der Charité.
1870 trat Sander als zweiter Arzt der Irrenverpflegungsanstalt in den Dienst der Stadt Berlin. 1880 übernahm er die ärztliche Direktion der Siechenabteilung der neuen städtischen Irrenanstalt Dalldorf. 1887 wurde er Direktor der gesamten Anstalt, einschließlich der daran angeschlossenen „Idiotenerziehungsanstalt“. Er behielt die Anstaltsleitung, bis er am 1. Oktober 1914 in den Ruhestand trat. Seit 1876 war er außerdem als Medizinal-Assessor Mitglied des Medizinalkollegiums der Provinz Brandenburg. In dieser Funktion wurde er 1884 zum Medizinalrat und 1894 zum Geheimen Medizinalrat ernannt. Nach dem Tode Carl Westphals hatte er einige Jahre den Vorsitz der Berliner neurologisch-psychiatrischen Gesellschaft inne.
Im Jahr 1888 war er gemeinsam mit Hugo Mittenzweig und Otto Rapmund Begründer der Zeitschrift für Medicinalbeamte, einer der Vorläufer der Zeitschrift Das Gesundheitswesen.
Sander war zwar verheiratet, blieb aber kinderlos. Er starb am 1. Januar 1922 an den Folgen einer Benigne Prostatahyperplasie.

## Werk
Sander machte sich seinen Namen als Psychiater mit einer Arbeit „Über eine spezielle Form der primären Verrücktheit“, die 1868/69 im ersten Jahrgang von Griesingers neuer Zeitschrift „Archiv für Psychiatrie und Nervenkrankheiten“ erschien. Darin arbeitete er aus Krankengeschichten, bei denen das von der damaligen Schulmeinung geforderte „primäre“ Stadium nicht nachzuweisen war, eine Gruppe heraus, die er „originäre Paranoia“ nannte. Diese Geisteskrankheit entwickele sich ohne akute Zustände allmählich aus der besonderen Anlage des Charakters und Gemüts zu einer völligen Verrücktheit. Sanders Methode nahm gewissermaßen die klinische Beobachtung vorweg, die erst seit den Arbeiten Emil Kraepelins allgemeine Gültigkeit in der deutschen Psychiatrie erlangen sollte. Dabei vertrat Sander selber noch die Ansicht, dass die Psychiatrie sich an der pathologischen Anatomie zu orientieren habe. In einer weiteren Arbeit „Über Erinnerungstäuschung“ sprach er sich freilich dafür aus, dass die Medizin die Scheu vor psychologischen Deduktionen ablegen und elementare psychische Vorstellungen analysieren solle. Bei seiner Beschreibung des Phänomens des „Déjà-vu“ ersetzte er dabei auch die irreführende, aber verbreitete Bezeichnung „Doppelwahrnehmung“ mit dem neuen Begriff „Erinnerungstäuschung.“
Sander konzentrierte sich in den folgenden Jahren allerdings auf seine Tätigkeit als Anstaltsdirektor und psychiatrischer Gutachter. Gemeinsam mit seinem Assistenzarzt Alfred Richter veröffentlichte er 1886 noch „Die Beziehungen zwischen Geistesstörung und Verbrechen“. Diese Gemeinschaftsarbeit, in der Sander vor allem die Statistik der kriminellen Geisteskranken besprach und die damals von vielen Fachkollegen geforderten eigenen Anstalten für geisteskranke Straftäter energisch verwarf, war seine erste Veröffentlichung in Buchform und zugleich seine letzte überhaupt.
In Dalldorf setzte Sander einerseits auf „Non-Restraint“. Andererseits förderte er die familiale Irrenpflege, eine frühe Form der Sozialpsychiatrie. Als Anstaltsdirektor verkörperte er den Typus des „Irrenvaters“. Man sagte ihm nach, er habe sich bis ins hohe Alter an die Einzelschicksale Zehntausender Patienten erinnern können. Er war kein Freund von Bürokratie und Vorschriften und ließ seinen Untergebenen weiten Spielraum. „Ein Zug von örtlichem Patriarchalismus und Duldsamkeit in Dalldorf,“ bemerkte Paul Bernhardt, „ist Sanders Erbe.“ Sander galt als bescheidene und anspruchslose Persönlichkeit, religiös gleichgültig und mit klassischer Musik als einziger Leidenschaft.

## Publikationen
- De morborum Hereditate nonnulla. Dissertatio inauguralis medica, Berlin 1860.
- Ueber eine specielle Form der primären Verrücktheit. In: Archiv für Psychiatrie, Bd. 1, 1868, S. 387–419.
- Über Erinnerungstäuschungen. In: Archiv für Psychiatrie, Bd. 4, 1874, S. 244–253. (eingeschränkte Vorschau in der Google-Buchsuche) (engl.: Concerning Memory Deceptions. In: History of Psychiatry, Vol. 8, 1997, S. 555–567.)
- & A. Richter: Die Beziehungen zwischen Geistesstörung und Verbrechen. Nach Beobachtungen in der Irrenanstalt Dalldorf. Berlin 1886.
- Beiträge zu Albert Eulenburgs Real-Encyclopädie der gesammten Heilkunde. Erste Auflage.
  - Band 7 (1881) (Digitalisat), S. 107–121: Idiotie oder Idiotismus; S. 124–125: Illusion
  - Band 9 (1881) (Digitalisat), S. 203–204: Monomanie
  - Band 12 (1882) (Digitalisat), S. 534–548: Sinnestäuschungen